# Stróżewo (Grande-Pologne)
Pour les articles homonymes, voir Stróżewo.
Stróżewo (prononciation : [struˈʐɛvɔ]) est un  village polonais de la gmina de Chodzież dans le powiat de Chodzież de la voïvodie de Grande-Pologne dans le centre-ouest de la Pologne.
Il se situe à environ 6 kilomètres au sud de Chodzież (siège de la gmina et du powiat) et à 60 kilomètres au nord de Poznań (capitale de la Grande-Pologne).

## Histoire
De 1975 à 1998, le village faisait partie du territoire de la voïvodie de Piła.

Depuis 1999, Stróżewo est situé dans la voïvodie de Grande-Pologne.
Le village possède une population de 329 habitants en 2006.